# Arctic Race of Norway
Arctic Race of Norway er verdens nordligste cykelløb. Det afvikles over fire etaper, der afholdes i det nordlige Norge i løbet af august. Løbet arrangeres af ASO, der også arrangerer blandt andet Tour de France, Vuelta a España og Dakar Rally. Løbet blev kørt for første gang i 2013.

## Tidligere vindere
Løbet er blevet vundet af følgende ryttere:
| År   | Vinder             | Toer                 | Treer                |
| ---- | ------------------ | -------------------- | -------------------- |
| 2013 | Thor Hushovd       | Kenny van Hummel     | Nikias Arndt         |
| 2014 | Steven Kruijswijk  | Alexander Kristoff   | Lars Petter Nordhaug |
| 2015 | Rein Taaramäe      | Silvan Dillier       | Ilnur Sakarin        |
| 2016 | Gianni Moscon      | Stef Clement         | Oscar Gatto          |
| 2017 | Dylan Teuns        | August Jensen        | Michel Kreder        |
| 2018 | Sergej Tjernetskij | Markus Hoelgaard     | Colin Joyce          |
| 2019 | Aleksej Lutsenko   | Warren Barguil       | Krists Neilands      |
| 2021 | Ben Hermans        | Odd Christian Eiking | Victor Lafay         |
| 2022 | Andreas Leknessund | Hugo Houle           | Nicola Conci         |
| 2023 | Stephen Williams   | Cristian Scaroni     | Kevin Vermaerke      |
| 2024 | Magnus Cort        | Clément Champoussin  | Kevin Vermaerke      |

| Land       | Ryttere            | Antal sejre |
| ---------- | ------------------ | ----------- |
| Norge      | Thor Hushovd       | 1           |
| Holland    | Steven Kruijswijk  | 1           |
| Estland    | Rein Taaramae      | 1           |
| Italien    | Gianni Moscon      | 1           |
| Belgien    | Dylan Teuns        | 1           |
| Rusland    | Sergej Tjernetskij | 1           |
| Kasakhstan | Aleksej Lutsenko   | 1           |